# Abluftschlauch
Ein Abluftschlauch ist ein langer, flexibler Schlauch aus Kunststoff und Metall, der dazu verwendet wird Abluft zu transportieren.
Ein Abluftschlauch besteht in der Regel aus einer langen flexiblen Metallspirale, die in einer dünnen weißen Plastikfolie eingeschweißt ist. Beide ergänzen sich in der Funktion, dem Abluftschlauch Halt und Form zu geben.
Der Innendurchmesser eines Abluftschlauchs beträgt 8–10 Zentimeter. Da Abluftschläuche endlos hergestellt werden, kann die Länge je nach Anforderung variieren, handelsüblich sind Längen zwischen 2 und 20 Metern, überall dort erhältlich, wo es Wäschetrockner oder Klimaanlagen gibt.
Abluftschläuche werden überall dort eingesetzt, wo es darum geht, niedrig temperierte Abluft (bis ca. 65 Grad), die von einem Gerät ausgestoßen wird, von diesem wegzuleiten, und sich starre Abluftkanäle aus Hartplastik nicht eignen.